# سروش سروشیان
سروش سروشیان (زادهٔ ۱۹۴۸) استاد برجستهٔ ایرانی–آمریکایی عمران و محیط زیست در دانشگاه کالیفرنیا، ارواین است. او در حال حاضر مدیر مرکز هیدرومتئورولوژی و سنجش از دور در این دانشگاه است.

## زندگی‌نامه
سروشیان در سال ۱۹۴۸ در یک خانوادهٔ زرتشتی در کرمان متولد شد.
او عضو موسسات مهم و معتبری همچون «آکادمی ملی مهندسی» و «فرهنگستان بین‌المللی کیهان‌نوردی» است. او همچنین رئیس «بخش آزمایش جهانی چرخه آب و انرژی» «برنامه جهانی تحقیقات آب و هوایی» است. سروشیان در سال ۲۰۰۹ به عضویت در شورای علوم و فناوری کالیفرنیا منصوب شد.

## جوایز
در سال ۲۰۰۵ مدال خدمات برجسته عمومی ناسا به او داده شد. جامعه آمریکایی هواشناسان در سال ۲۰۰۶ جایزه Robert E. Horton Memorial Lectureship award را به سروشیان اهدا کرد. تنها یک سال بعد یونسکو جایزه Great Man-made River Water Prize را به پاس فعالیت‌هایش در دانشگاه کالیفرنیا ارواین و دانشگاه آریزونا به وی اهدا کرد. سروشیان در سال ۲۰۱۰ چهارمین دریافت کننده «جایزه بین‌المللی شاهزاده سلطان بن عبدالعزیز برای آب» شد و در همان سال به عنوان استاد افتخاری دانشگاه پکن برگزیده شد.